# Villa de Guadalupe
Villa de Guadalupe é um município do estado de San Luis Potosí, no México.